# Okťabrskoje Pole (stanice metra v Moskvě)
Okťabrskoje Pole (rusky Октябрьское Поле) je stanice moskevského metra na sedmé lince, v Severozápadním administrativním okruhu. Její název je v překladu doslova „Říjnové pole“, což je původní název Chodynského letiště. V letech 1991 až 1992 existovaly plány stanici přejmenovat podle současného jména letiště, avšak se neujaly. Ze stanice je možno bezplatně přestoupit na dvě stanice na Moskevském centrálním okruhu - Zorge a Panfilovskaja.

## Charakter stanice
Okťabrskoje Pole je typickou hloubenou podzemní stanicí, vybudovanou podle unifikované koncepce; její ostrovní nástupiště je podpíráno dvěma řadami sloupů (obložené hliníkem), stěny za nástupištěm potom tvoří mramor, který je na některých místech prokládaný reliéfy mnohých autorů, vytvořených v duchu socialistického realismu. Z každého konce nástupiště vycházejí po pevných schodištích výstupy do dvou vestibulů; ty ústí k ulicím Narodnogo Opolčenija a Maršala Birjuzova. Stanice byla zprovozněna 30. prosince 1972 a denně ji využije 75 910 lidí.